# ハンブルク提督府

紋章

ハンブルク提督府（Hamburgische Admiralität、より正確にはハンブルク提督参事会（Hamburgische Admiralitätskollegium））は、1623年から1811年までハンブルクで最も重要な港務局であった。

## ハンブルク提督府

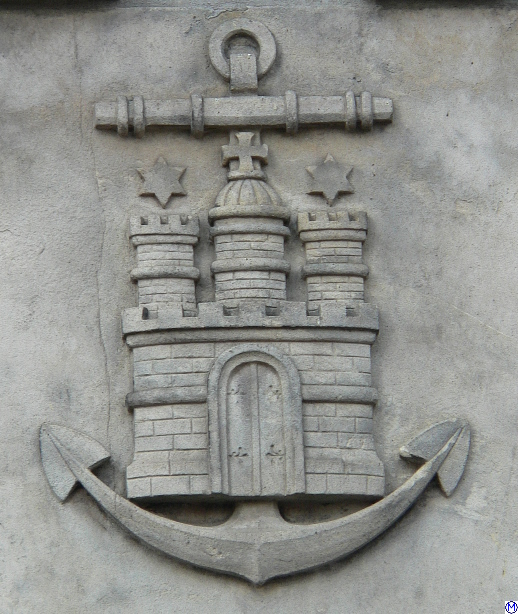
ある建物を飾るハンブルク提督府の紋章

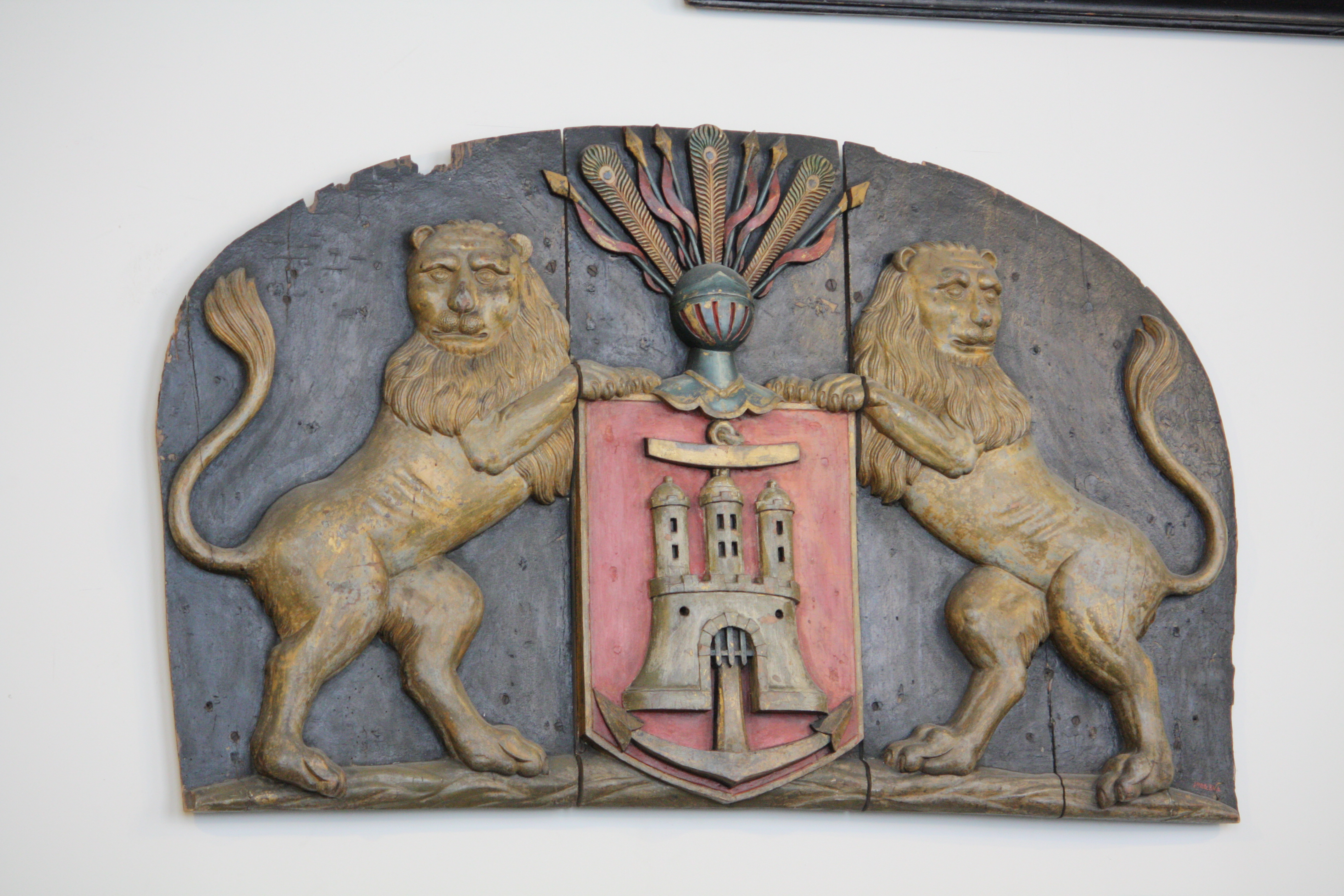
300年以上前から残るハンブルク提督府の紋章

ハンブルク提督府の旗

ハンブルク提督参事会（略してハンブルク提督府）は1623年、特に大西洋においてハンブルクの商船を独自の武装船で海賊の襲撃から守るため、同市の商人の主導によって創設された。
このような組織の設置は、すでに16世紀には試みられていたものの、そういった委員会は長く存続しなかったのである。
ハンブルク提督府は当初、市参事会員1名、商人数名および船長1名で構成されていた。初期の業務を支えたのは、ハンブルクの市域を通過する貨物に掛かる独自の関税収入である。創始期の提督府は独自に船舶を武装し、活用していたが、これらは海賊との戦いで成功を収めることができなかった。
この頃から、提督府は工廠を監督する責任を負っている。また1624年には身代金出納所 (de:Sklavenkasse) を設立し、管理した。同所の施策で、海賊に連行されたハンブルクの船乗りは自由を買い、解放されることになる。同市の商人は提督府の活動に満足していなかったので、1662年に
独自の代表団、「護送船団委員会 (de:Deputation (Hamburg)) 」（後のハンブルク商工会議所 (de:Handelskammer Hamburg) の前身）を発足させ、以後のハンブルクの海運保護において成果を上げた。
提督府には、なおも他の任務が託された。ハンブルク港で最上級の警察署となった他、同参事会は下エルベ (de:Unterelbe) の水先案内組織を管轄下に置き、ノイヴェルク島 (Neuwerk) の灯台とエルベ川の航行標識に責任を負ったのである。また
1623年以降は「ハンブルク提督府付裁判所」として、海運と海上交易に関する法的係争を処理する最上級の裁判所となった。これによって提督府は保険や海損清算人 (Claims adjuster) としての業務も担当するようになる。1639年以降、同参事会の依頼を受けた共同海損の鑑定人は
「ディスパシュア」（Dispacheur）と呼ばれた。
提督府は水辺の土地を造船業者に貸与した。提督府の自己負担で運営されていたハンブルク提督府工廠 (de:Admiralitätswerft Hamburg) は、1668年から1669年にかけて「ヴァーペン・フォン・ハンブルク」を含む2隻の護衛艦を建造している。
その他、提督府はハンブルクのために外国で活動する領事や諜報員を管轄下に置いていた。
1754年に入ると航海学校の設立によって、船員を養成するための規定が制定された。
フランスによる占領 (de:Hamburger Franzosenzeit) 下の1811年、ハンブルク提督府は解体され、再建されなかった。担っていた役目は交易裁判所や、新設された海運・港湾委員会に託されている。その名はノイシュタット区 (de:Hamburg-Neustadt) にあり、1775年以降そう呼ばれるようになり、1707年から海軍工廠が置かれていた「提督府通り」（Admiralitätsstraße）に残っている。
ハンブルクの港湾当局は現在も、そのまま「アトミラリテーツフラッゲ」（Admiralitätsflagge）と呼ばれている旗を掲げる。それにはハンブルクの紋章 (de:Hamburger Wappen) に見る城門の下に、黄色いストックを伴う青い錨が描かれている。
これは水上で州旗として扱われており、消防艇や水上警察の舟艇は船首旗として使用している。現在では硬化樹脂製の物に置き換わっているが、かつては金属製の認識票にもあしらわれていた。

## ハンブルク提督府基金
ハンブルク提督府基金は1987年、自由ハンザ都市ハンブルクが公益に奉仕する市民権の基金として設立した。同基金は記念船、「MS カップ・サン・ディエゴ (de:Cap San Diego) 」の所有・管理団体である。そして同船の長期的な保全に尽くし、これを現在の博物館や催事場としての運営のために有限会社、「Cap San Diego Betriebsgesellschaft mbH」へ貸与している。同基金の組織は、理事会と管理機関である。

## 海運局
提督参事会は、海運局 (de:Wasserschout) を管轄下に置いていた。同局はハンブルクで1691年から1873年にわたって存在し、船員と船長の間で発生する賃金問題の仲裁に携わった。このため海運局はハンブルクに出入りする全ての船について雇用、もしくは解雇された船員の名とその給料（de:Heuer、表では「ガージェ」（Gage）と書いている）を記した雇用表（Musterrolle）を作成した。この雇用表には航海中に生じた乗組員の増減も注記され、各港の領事から確認された。
また乗組員の交代の契機となった、航海中の出来事も記録されている。多くの場合、例えば航海日誌が紛失した時でも、これを通じて非常に詳しくハンブルクの船舶の航海が検証できたのである。

## 文献
- Eva Christine Frentz: Das Hamburgische Admiralitätsgericht (1623-1811), Verlag Peter Lang, 1985 Frankfurt am Main, ISBN 3820484531
- Staatsarchiv Hamburg, Wasserschout, Sign. 373-1

## 典拠
1. ↑  Christina Deggim: Hafenleben in Mittelalter und Früher Neuzeit - Seehandel und Arbeitsregelungen in Hamburg und Kopenhagen vom 13. bis zum 17. Jahrhundert, Conventverlag Hamburg 2005, ISBN 3-934613-76-4, S. 164